# Стерлинг (Илиноис)
Стерлинг (енгл. Sterling) град је у америчкој савезној држави Илиноис. По попису становништва из 2010. у њему је живело 15.370 становника.

## Демографија
Према попису становништва из 2010. у граду је живело 15.370 становника, што је 81 (0,5%) становника мање него 2000. године.
| Група             | 2000.          | 2010.          |
| Белци             | 11.848 (76,7%) | 10.855 (70,6%) |
| Афроамериканци    | 347 (2,2%)     | 464 (3,0%)     |
| Азијати           | 125 (0,8%)     | 107 (0,7%)     |
| Хиспаноамериканци | 2.973 (19,2%)  | 3.715 (24,2%)  |
| Укупно            | 15.451         | 15.370         |